# Starship Troopers: Les brigades de l'espai
Starship Troopers: Les brigades de l'espai (títol original: Starship Troopers) és una pel·lícula estatunidenca de ciència-ficció dirigida per Paul Verhoeven, escrita per Edward Neumeier, i protagonitzada per Casper Van Dien, Michael Ironside, Dina Meyer i Denise Richards, estrenada el 7 de novembre de 1997. Està basada en la novel·la homònima de Robert A. Heinlein Starship Troopers, de 1959. Ha estat doblada al català.

## Argument
La pel·lícula situa l'acció al segle XXIII, un futur en el qual el servei militar dura dos anys, i només després de complir-lo, l'individu es converteix en ciutadà, estatus que atorga certs drets, com entrar en la política o el dret a vot. Starship Troopers se centra en el final de l'etapa de preparatòria del protagonista, John "Johnnie" Rico (Casper Van Dien), que haurà de decidir quin futur tindrà la seva vida. Està completament enamorat de la seva promesa, Carmen Ibáñez (Denise Richards), la qual té aptituds més que excel·lents per convertir-se en una militar de les "Forces Aèries", una pilot de la Federació, l'elit de l'exèrcit. Per la seva banda, Rico, a qui el seu pare li tenia una altra destinació preparada, decideix ingressar en la Infanteria Mòbil, la destinació considerada més baixa en la jerarquia militar que és a l'única cosa al que pot aspirar amb la seva capacitat i notes. En la pel·lícula el protagonista John Rico afronta grans batalles, com el primer contraatac de la Terra al planeta Klendathu, dirigida després que els habitants d'aquest planeta, destruïssin la ciutat de Buenos Aires, Argentina, provocant milions de morts, però el resultat és una catàstrofe per a les tropes terrestres, ocasionant la pèrdua de 100.000 soldats en una hora i resultant destruïdes diverses naus de transport. Rico aconsegueix sobreviure però milers dels seus camarades no.
Els humans assumeixen una tàctica similar a la usada en la Guerra del Pacífic pels EUA, evitant atacar directament la llar natal del seu enemic, on és massa poderós, prefereixen afeblir-ho saltant de planeta en planeta que ha colonitzat (o com en la Segona Guerra Mundial d'illa en illa). Temps després, Rico juntament amb els seus companys Dizzy Flores i Ace Levy són reassignats a l'esquadró Rasczak Roughneck's per combatre els insectes al Planeta P. En arribar al Lloc Whiskeu descobreixen que tots els habitants estan morts excepte el seu comandant, el General Owen, que els informa que els insectes estan "succionant" els cervells dels soldats per conèixer més als humans. Més tard es descobrirà que els insectes es regeixen per un insecte jeràrquicament superior, capacitat per prendre decisions. Després de combatre en el fort en el qual mor el tinent Jean Rasczak, els supervivents Rico i Ace tornen a la Rodger Young on el Coronel d'intel·ligència i el millor amic de Rico en la preparatòria, Carl Jenkins (Neil Patrick Harris), l'ascendeix a tinent per iniciar la cerca de l'"insecte amb cervell".

## Repartiment
| Actor               | Personatge            |
| ------------------- | --------------------- |
| Casper Van Dien     | Johnny Rico           |
| Denise Richards     | Carmen Ibáñez         |
| Dina Meyer          | Dizzy Flores          |
| Neil Patrick Harris | Coronel Carl Jenkins  |
| Jake Busey          | Soldat Ace Levy       |
| Clancy Brown        | Sergent Zim           |
| Seth Gilliam        | Sergent Sugar Watkins |
| Brenda Strong       | Capità Deladier       |
| Patrick Muldoon     | Zander Barcalow       |
| Michael Ironside    | Tinent Jean Rasczak   |
| Marshall Bell       | General Owen          |
| Amy Smart           | Cadet Lumbreiser      |
| Christopher Curri   | Bill Rico             |
| Lenore Kasdorf Mrs  | Senyora Rico          |
| Rue McClanahan      | Mestra de Biologia    |

## Rebuda
La pel·lícula va rebre crítiques dels fans de la novel·la, que argumentaven que poques frases i idees del llibre havien estat traslladats a la pel·lícula. Hi ha personatges que són eliminats o modificats radicalment, com Dizzy Flores, que en la novel·la és un home, mentre que en la pel·lícula el personatge és una dona, aportant diferents matisos i afegint tensió sexual. La pel·lícula també fusiona dos personatges de la novel·la (el Sr. Dubois i el tinent Rasczack) per ser un sol personatge, interpretat per Michael Ironside.
Starship Troopers va ser nominada a una sèrie de premis el 1998, inclòs el premi Academy per Efectes Especials; la pel·lícula va guanyar els Premis Saturn al millor vestuari i millors efectes especials el 1998 per l'Acadèmia de ciència-ficció, fantasia i terror.
Premis 1997: Nominada a l'Oscar: Millors efectes visuals

## Sèrie animada
La pel·lícula va ser continuada o completada per una sèrie d'animació anomenada Roughnecks: Starship Troopers Chronicles, l'any 1999.

## Seqüeles
La segona part, Starship Troopers 2: Hero of the Federation va ser dirigida pel responsable dels efectes especials de la primera part, Phil Tippett.
Starship Troopers 3: Marauder va ser estrenada directament en DVD als Estats Units el 8 d'agost de 2008, Dirigida per Ed Neumeiner. L'actor Casper Van Dien torna al paper del protagonista "Johnny" Rico de la primera part.
El 2012 es va estrenar una nova pel·lícula Starship Troopers: Invasió dirigida per Shinji Aramaki i dirigida completament amb animacions CGI (sense actors reals). En aquesta pel·lícula apareixen personatges protagonistes de la saga com Johnny Rico, Carmen Ibáñez i Carl Jenkins.

## Remake
El productor de Fast and Furious, Neal Moritz, va anunciar al desembre del 2011 que faria un remake de la pel·lícula original més fidel al llibre. Al novembre de 2016, Columbia i Moritz van anunciar que equip d'escriptors format per en:Mark Swift i en:Damian Shannon estaven contractats per escriure el llibret.